# Piasek (wyspa)
Piasek, Wyspa Piaskowa – jedna z odrzańskich wysp w obrębie historycznego wrocławskiego starego miasta oraz Śródmiejskiego Węzła Wodnego – Górnego. Z lewym brzegiem Odry i Starym Miastem połączona jest Mostem Piaskowym, z Ostrowem Tumskim – Mostem Tumskim, a z prawym brzegiem i z Wyspą Młyńską – Mostami Młyńskimi. Oprócz tego z wyspy Piasek na Wyspę Słodową biegnie przez Kładkę Piaskową trakt spacerowy. Południowo-zachodni skrawek wyspy, odcięty od niej kanałem ze Śluzą Piaskową, nosi nazwę Wyspy Daliowej.

## Etymologia
Nazwa wyspy (niem. Sandinsel, łac. Insula Arena) wywodzi się od znajdującego się na niej kościoła Najświętszej Marii Panny na Piasku. Jego łacińskie wezwanie Sancta Maria in Arena pochodzi od kaplicy św. Marii w Padwie, zbudowanej w miejscu dawnej areny cyrku, która w czasach rzymskich wysypywana była piaskiem (łac. arena).

## Historia
Już we wczesnym średniowieczu przebiegał przez wyspę główny trakt w kierunku północ-południe. Do czasów wyburzenia na rozkaz Napoleona Bonaparte wrocławskich fortyfikacji w XIX wieku wyspa Piasek znajdowała się bezpośrednio przed Bramą Piaskową, północnym wjazdem do miasta. Przed kasatą zakonów w 1810 cała wyspa stanowiła własność kościelną i dopiero po tym roku została włączona pod miejską jurysdykcję.

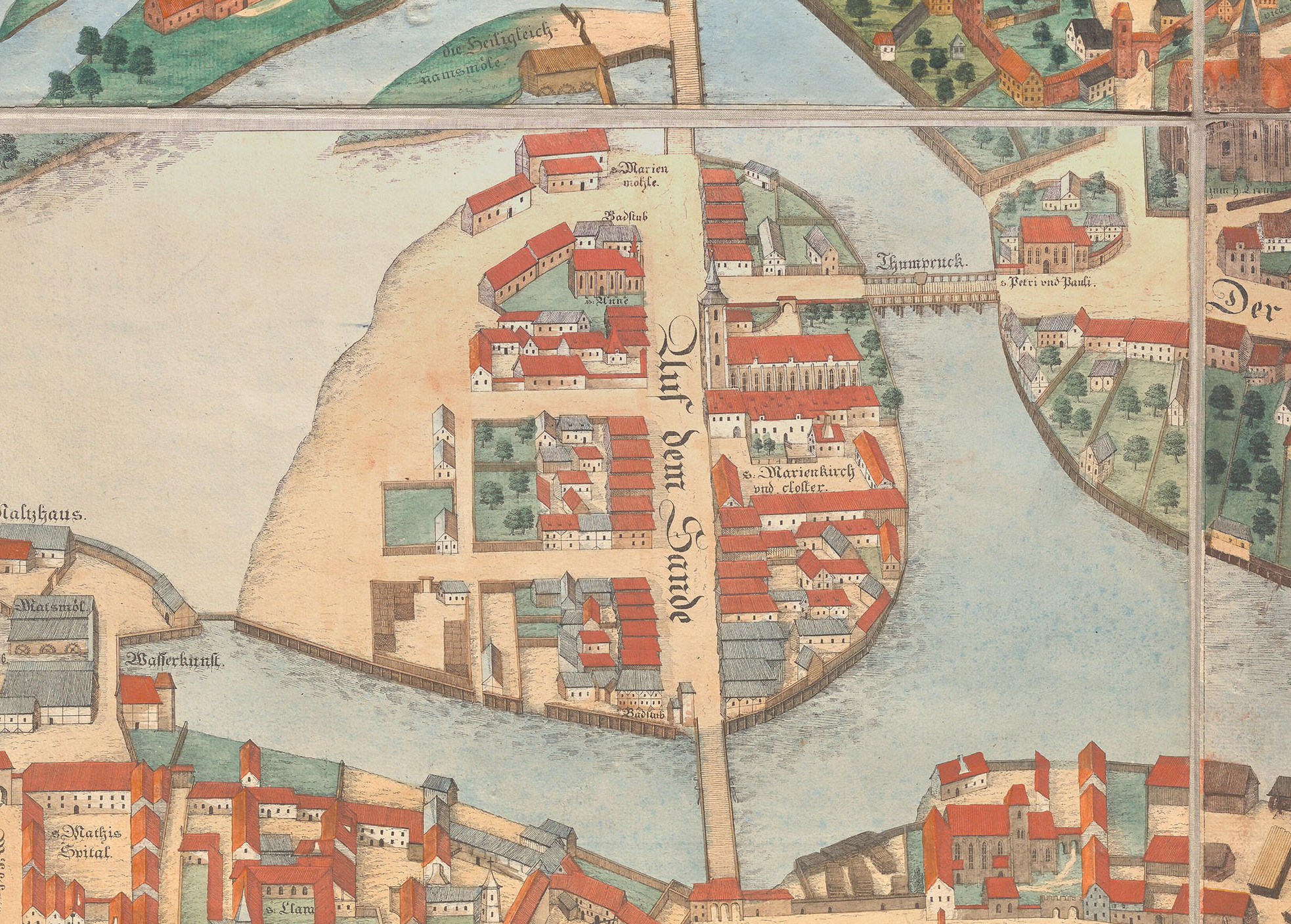
Aksonometryczny plan Wrocławia z 1562, kopia Partscha z 1826 r.

## Obecna zabudowa
Przez wyspę z północy na południe przebiega ul. św. Jadwigi. Oprócz niej w stronę Ostrowa Tumskiego biegnie uliczka Najświętszej Marii Panny, pozostałe ulice są ślepe. Dawniej wyspa była gęsto zabudowana, znajdował się na niej (przy skrzyżowaniu ul. św. Jadwigi i Wodnej) klasycystyczny dom własny Carla Gottharda Langhansa oraz liczne zabudowania w konstrukcji słupowo-ryglowej, zostały one zniszczone w ostatnich miesiącach II wojny światowej.
Oprócz kościoła Najświętszej Marii Panny znajduje się tu dawny gotycki kościół św. Anny, po 1810 przebudowany najpierw na szpital, obecnie stanowiący budynek mieszkalny, barokowa cerkiew prawosławna Świętych Cyryla i Metodego (do tego budynku przeniesiono w 1810 kościół pod wezwaniem św. Anny) i kilka innych zabudowań, w tym młyn wodny Maria (nad odnogą oddzielającą ją od Wyspy Młyńskiej). Przy Kościele Najświętszej Marii Panny znajduje się budynek dawnego klasztoru kanoników regularnych św. Augustyna, który należy obecnie do Uniwersytetu Wrocławskiego. Do 2017 roku mieścił się w nim jeden z gmachów Biblioteki Uniwersyteckiej we Wrocławiu, od 2018 znajduje się w nim Katedra Judaistyki im. Tadeusza Taubego, a od 2024 roku także dziekanaty Wydziału Neofilologii i Wydział Komunikacji Społecznej i Mediów Uniwersytetu Wrocławskiego.
W 2005 odsłonięto przy bulwarze Stefana Wyszyńskiego (na skwerze po północnej stronie kościoła NMP) pomnik kardynała Kominka z cytatem z Orędzia do biskupów niemieckich. Pomnik stanął w 40. rocznicę jego opublikowania.

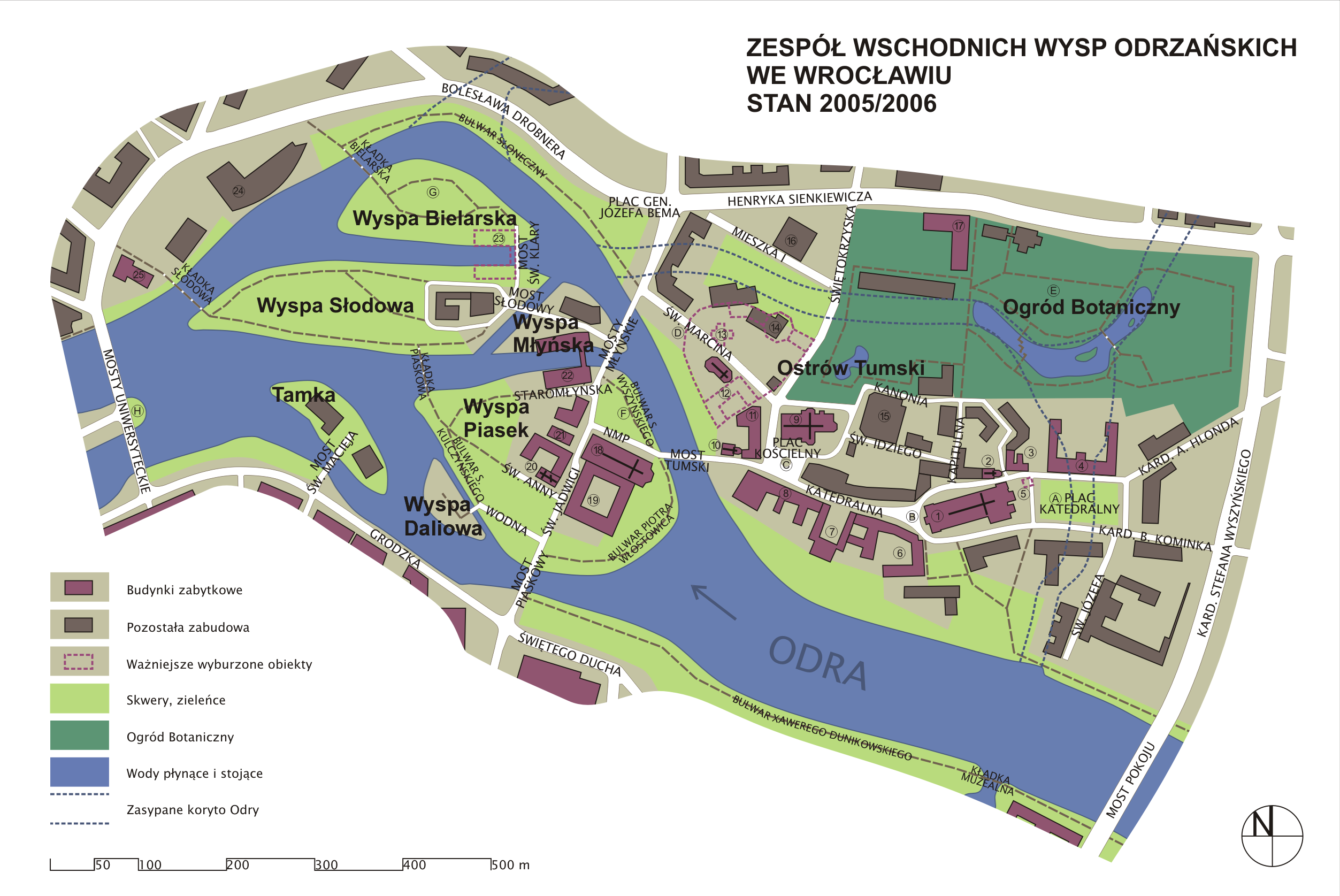
Zespół wysp odrzańskich we Wrocławiu – pośrodku wyspa Piasek

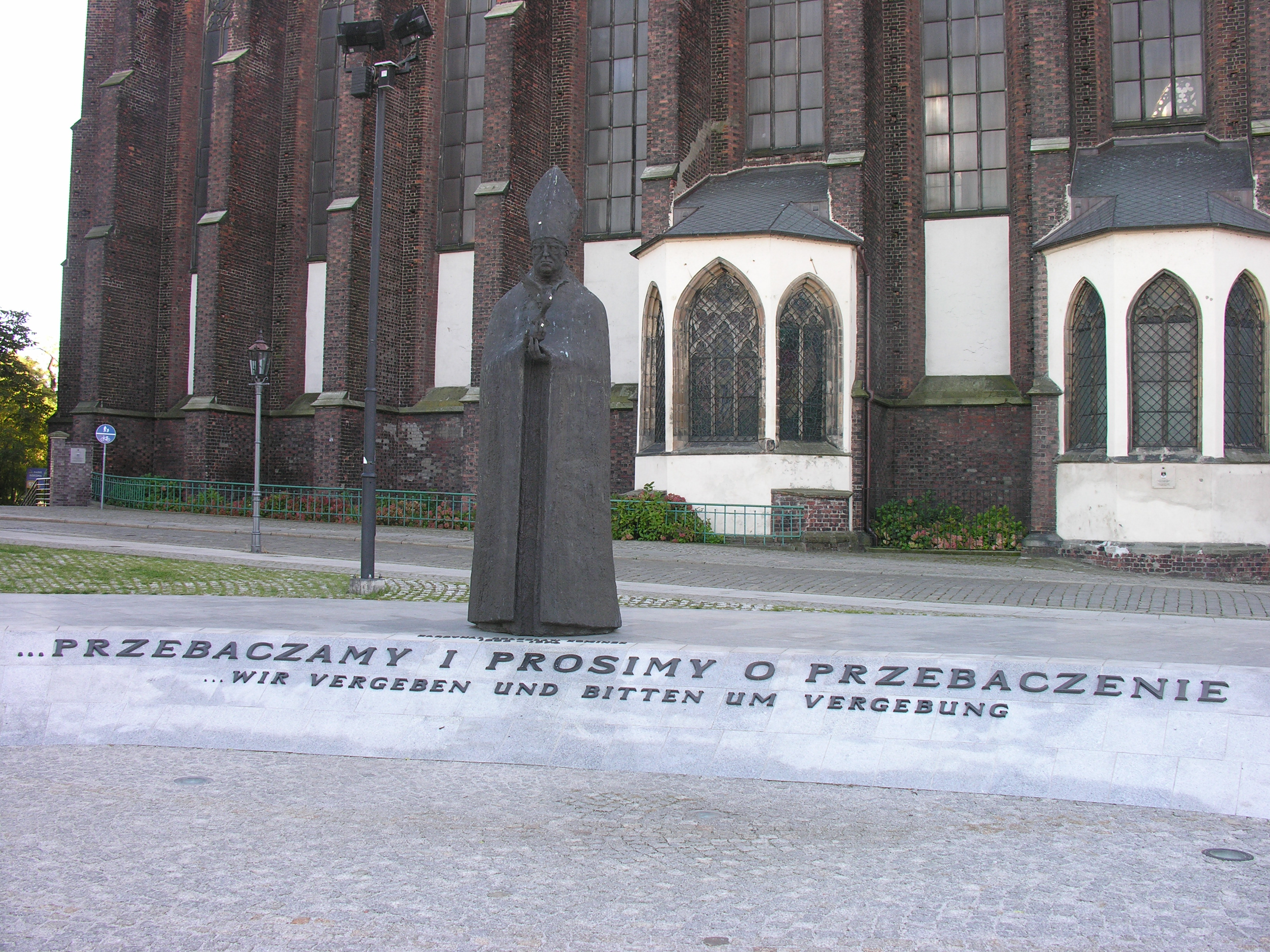
Pomnik kard. Kominka
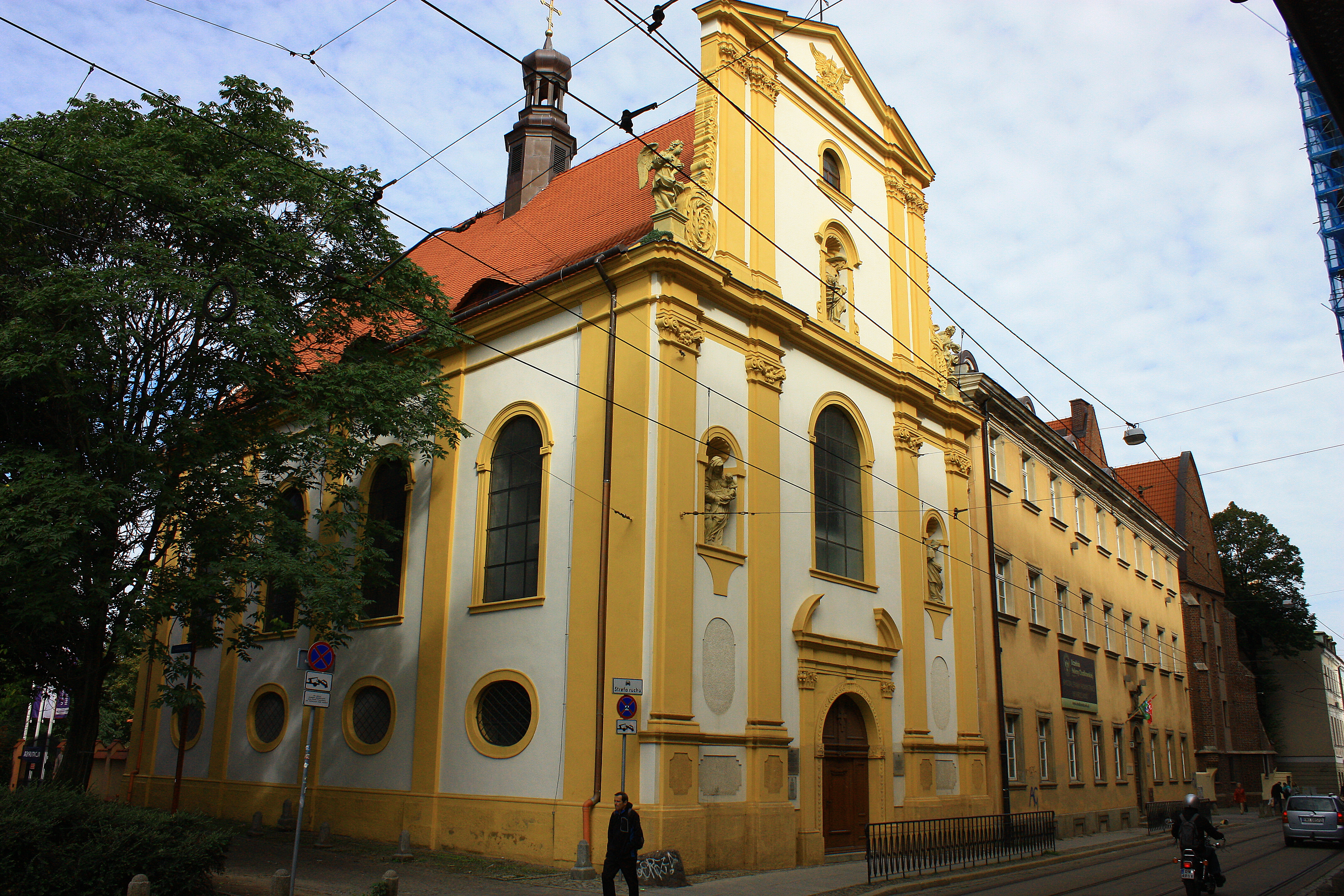
Cerkiew Świętych Cyryla i Metodego
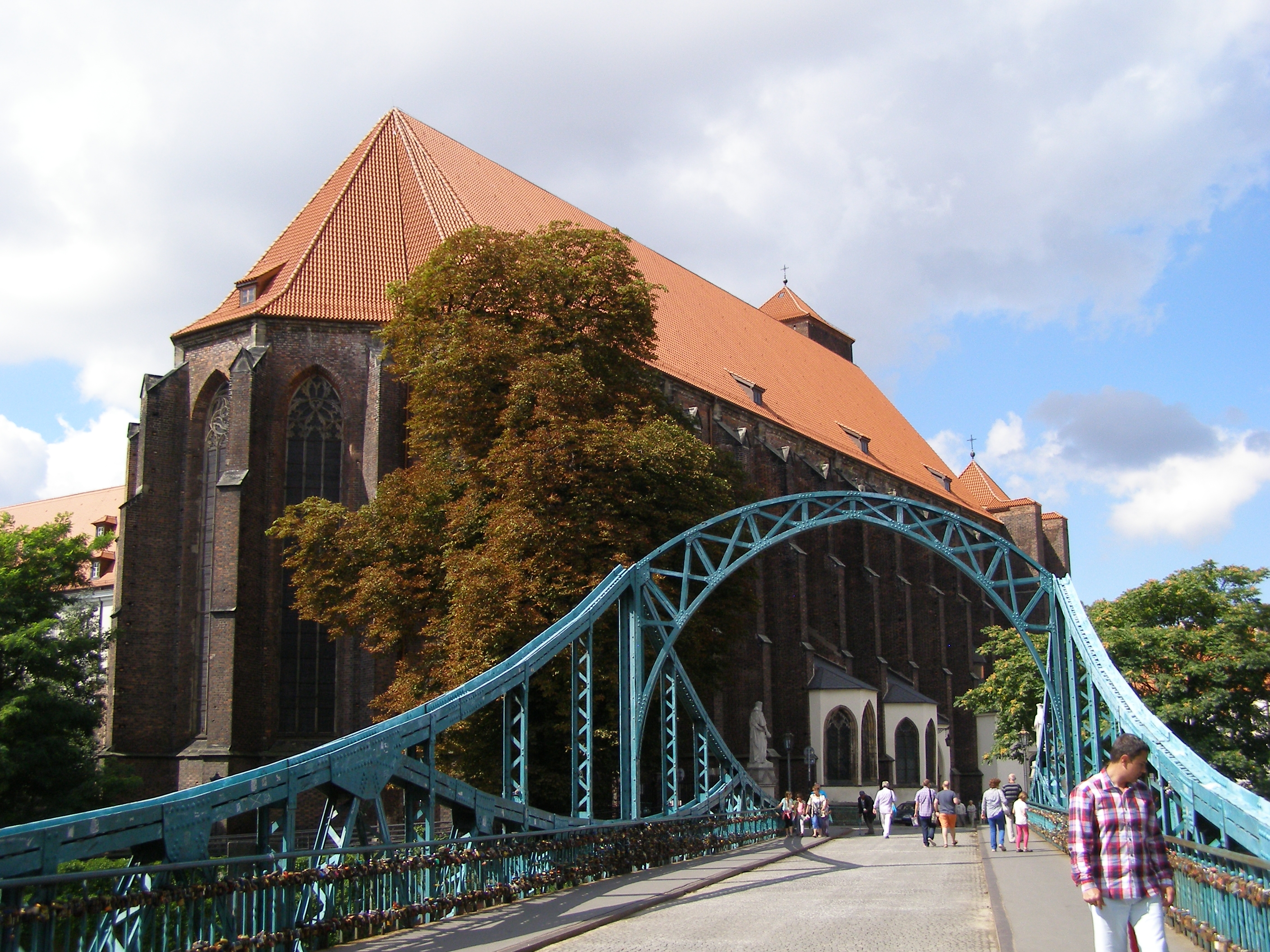
Most Tumski, w głębi kościół Najświętszej Marii Panny na Piasku
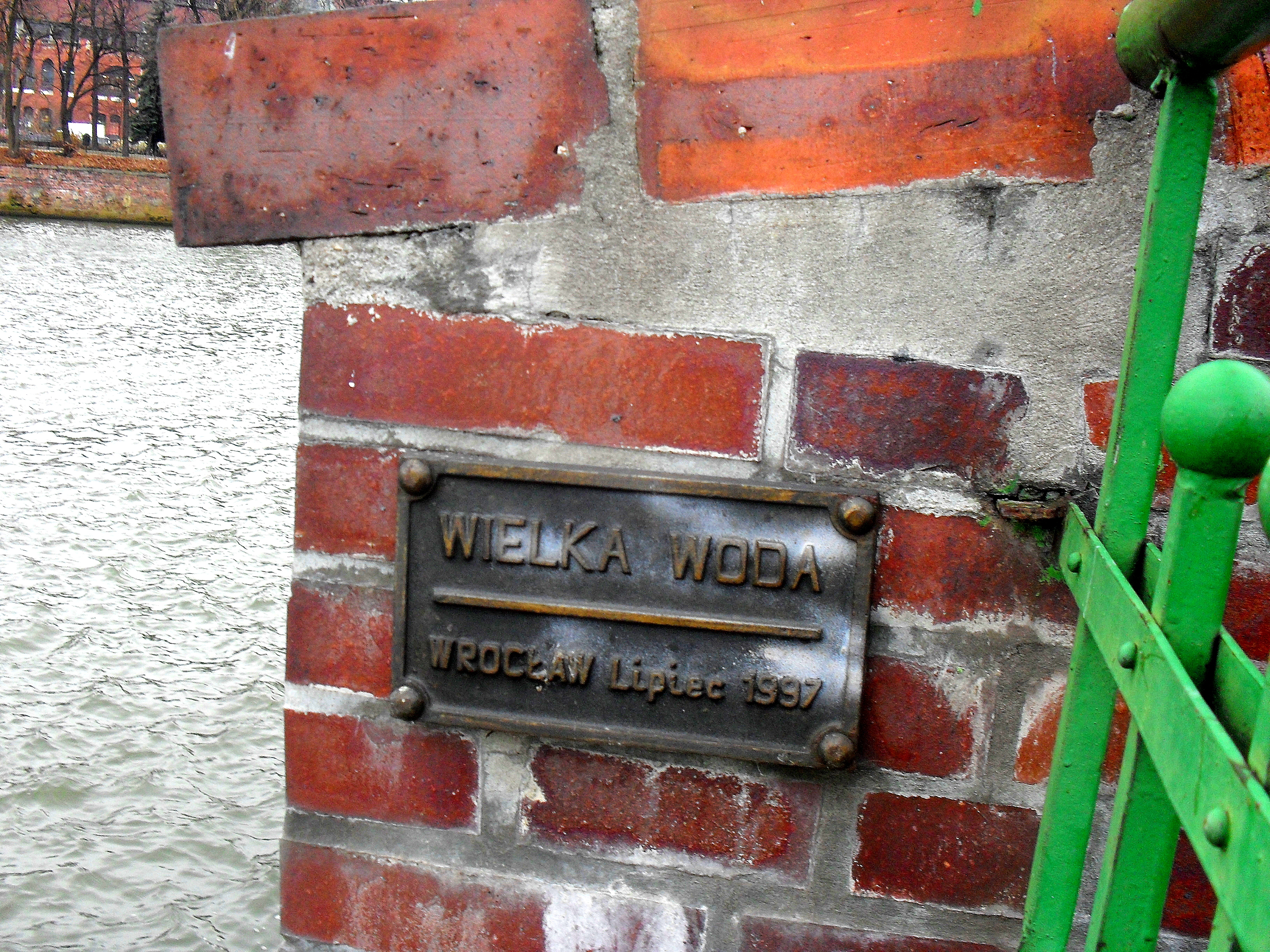
Tabliczka upamiętniająca powódź z 1997 roku